# Рівняння Лагранжа першого роду
Рівня́ння Лагра́нжа пе́ршого ро́ду — система рівнянь, яка описує рух механічної системи з накладеними зв'язками.
Рівняння Лагранжа першого роду дозволяють формалізувати процедуру знаходження сил реакції за допомогою невизначених множників.
Ця система рівнянь Лагранжа називається рівняннями першого роду, щоб відрізнити їх від рівнянь Лагранжевої механіки.

## Формулювання задачі
Розглядається система N матеріальних точок із масами {\displaystyle m_{i}\,}, на які діють сили {\displaystyle \mathbf {F} _{i}}. Крім того на рух матеріальних точок накладені ідеальні стаціонарні голономні зв'язки, рівняння яких задаються формулами
{\displaystyle f_{\alpha }(\mathbf {r} _{1},\ldots ,\mathbf {r} _{N})=0},
де індекс α пробігає значення від 1 до s (s — кількість зв'язків).

## Рівняння Лагранжа I-го роду
В такому випадку еволюція системи задається наступною системою 3N диференційних рівнянь та s рівнянь зв'язку
{\displaystyle m_{i}{\ddot {\mathbf {r} }}_{i}=\mathbf {F} _{i}+\sum _{\alpha =1}^{s}\lambda _{\alpha }\nabla _{i}f_{\alpha }},
де {\displaystyle \lambda _{\alpha }\,} — s невизначених множників Лагранжа.
Дану систему рівнянь необхідно розв'язувати разом із системою рівнянь для зв'язків. Усього вона має {\displaystyle 3N+s\,} невідомих:
{\displaystyle \mathbf {r} _{i}} та {\displaystyle \lambda _{\alpha }\,}. Рівннянь теж {\displaystyle 3N+s\,}.
Система рівнянь Лагранжа дозволяє визначити сили реакції
{\displaystyle \mathbf {R} _{i}=\sum _{\alpha =1}^{s}\lambda _{\alpha }\nabla _{i}f_{\alpha }}.